# Aeroportul Mandera
Aeroportul Mandera (IATA: NDE, ICAO: HKMA) este un aeroport din Mandera, Provincia de Nord-Est, Kenya.
Situat la o altitudine de 231 m, aeroportul dispune de o singură pistă.